# Lepanus politus
Lepanus politus là một loài bọ cánh cứng trong họ Bọ hung (Scarabaeidae).